# Eonycteris robusta
Eonycteris robusta là một loài động vật có vú trong họ Dơi quạ, bộ Dơi. Loài này được Miller mô tả năm 1913.